# 関水渚
関水 渚（せきみず なぎさ、1998年〈平成10年〉6月5日 - ）は、日本の女優、タレント。
神奈川県出身。ホリプロ所属。

## 略歴
石原さとみに憧れて芸能界を志し、2015年に行われた「第40回ホリプロタレントスカウトキャラバン」のファイナリストに選ばれたことをきっかけに芸能界入り。2017年4月「アクエリアス」のCMでデビューを果たす。この年に大学に進学。
グラビアモデルとしては2017年9月6日に発売された『週刊少年サンデー』（小学館）で初登場で表紙を飾り、同年11月13日発売の『週刊ヤングマガジン』（講談社）でも初登場にして表紙を飾った。
2019年、映画『町田くんの世界』で1,000人を越えるオーディションの中からヒロイン・猪原奈々役に選ばれ、町田役の細田佳央太とともに映画初主演を務め、女優デビュー。第43回山路ふみ子映画賞山路ふみ子新人女優賞、第74回毎日映画コンクール・スポニチグランプリ新人賞、第62回ブルーリボン賞新人賞、第93回キネマ旬報ベスト・テン新人女優賞を受賞する。10月クールのテレビドラマ『4分間のマリーゴールド』（TBSテレビ）でドラマ初出演。
2020年7月23日公開の映画『コンフィデンスマンJP プリンセス編』に、長澤まさみ演ずる主人公・ダー子の子猫としてチームに新加入するコックリ役で出演。
2021年7月、『八月は夜のバッティングセンターで。』（テレビ東京）で連続ドラマ初主演。
2023年の『どうする家康』でNHK大河ドラマ初出演。

## 人物
「渚」という名前は父がウインドサーフィンをしていた神奈川県逗子市の海にちなむもので、かつ「多くの人が集まる渚のように人に恵まれる人になってほしい」という願いを込めて命名されたと語っている。
特技は野球のスコアブックづけ、書道。
高校生の頃の趣味はスコアブックづけだったが、大人になってからはウインドサーフィンが趣味である。
中学生時代は陸上部、高校生時代は野球部で、それぞれマネージャーを務めていた。
現在の目標の女優は『コンフィデンスマンJP プリンセス編』で共演した長澤まさみで、長澤のことは「まさみちゃん」と呼んでいる。
目標は、朝ドラ女優になること。
朝派で寝坊しない自信はあると自負している。

## 出演

### 映画
- 町田くんの世界（2019年6月7日、ワーナー・ブラザース映画） - 主演・猪原奈々 役（細田佳央太とW主演）[6]
- カイジ ファイナルゲーム（2020年1月10日、東宝） - ヒロイン・桐野加奈子 役[21]
- コンフィデンスマンJP（東宝） - コックリ 役[12]
  - コンフィデンスマンJP プリンセス編（2020年7月23日）
  - コンフィデンスマンJP 英雄編（2022年1月14日）[22]
- ウェディング・ハイ（2022年3月12日、松竹） - 新田遥 役[23][3]
- いつか、いつも……いつまでも。（2022年10月14日、バンダイナムコアーツ） - ヒロイン・亜子 役[24]

### テレビドラマ
- 4分間のマリーゴールド（2019年10月11日 - 12月13日、TBSテレビ） - 阿部志乃 役[11]
- 知らなくていいコト（2020年1月8日 - 3月11日、日本テレビ） ‐ 小泉愛花 役[25]
- キワドい2人-K2-池袋署刑事課 神崎・黒木（2020年9月11日 - 10月16日、TBSテレビ） - 氏原彩乃 役[26]
- アノニマス〜警視庁“指殺人”対策室〜（2021年1月25日 - 3月15日、テレビ東京） - ヒロイン・碓氷咲良 役[27]
- 八月は夜のバッティングセンターで。（2021年7月7日 - 9月8日、テレビ東京） - 主演・夏葉舞 役[28][29]
- 元彼の遺言状（2022年4月11日 - 6月20日、フジテレビ） - 森川紗英 役[30][31]
- 大河ドラマ どうする家康 第1回 - 第11回（2023年1月8日 - 3月19日、NHK） - お田鶴 役[15][32]
- ハマる男に蹴りたい女（2023年1月14日 - 3月18日、テレビ朝日） - ヒロイン・西島いつか 役[33][34]
- #who am I（2023年3月8日 - 22日、フジテレビ） - 主演・青井茜 役[35]
- シガテラ（2023年4月8日 - 6月24日、テレビ東京） - ヒロイン・南雲ゆみ 役[36]
- 彼女と彼氏の明るい未来（2024年1月12日 - 2月23日、毎日放送） - 主演・佐々木雪歌 役（末澤誠也とW主演）[37]
- 婚活1000本ノック（2024年1月17日 - 3月20日、フジテレビ） - 九本凛 役[38]
- ブラックガールズトーク（2024年2月5日 - 3月25日、テレビ東京） - 主演・三浦あや 役（朝日奈央、石井杏奈とトリプル主演）[39]
- 伝説の頭 翔（2024年7月19日 - 9月6日、テレビ朝日） - ヒロイン・藤谷彩 役[40][41]
- 家政婦クロミは腐った家族を許さない（2025年1月11日 - 3月29日、テレビ東京） - 主演・黒見白華 役[42]
- 永遠についての証明（2025年3月20日、NHK BS8K） - 斎藤佐那 役[43]

### 配信ドラマ
- ホメる男に知りたい女（2023年3月4日 - 18日、TELASA） - 西島いつか 役[44]
- 山田クソ男の3本ノック（2024年3月20日、FOD） - 九本凛 役[45]

### テレビ番組
- めざましテレビ（2022年6月5日 - 2022年6月20日、フジテレビ） - 2022年6月度マンスリーエンタメプレゼンター[46]
- NHKスペシャル「超・進化論」（2022年11月6日・13日・2023年1月8日、NHK総合）- 微生物 役

### ラジオ
- 伊集院光とらじおと（2021年8月4日・TBSラジオ） - ゲスト
- FMシアター ラジオドラマ「今、瑠璃色の星で」（2024年8月3日、NHK-FM） - 主演・ルリ 役[47]

### CM
- 日本コカ・コーラ「アクエリアス」（2017年）
- 江崎グリコ
  - BifiXドリンク（2019年）
  - 「じゃんけんグリコ2020」（2020年）[48]
- PARCO SWIM DRESS 2020（2020年）[49]
- JINS 「JINS 1DAY」（2020年）[50]
- 花王 キュレル ディープモイスチャースプレー（2023年）[51]
- 伊藤園 TULLY’S COFFEE BARISTA’S BLACK（2023年）[52]
- イオン ピースフィット クール（2025年4月21日 - ）[53] - モーニング娘。のザ☆ピ〜ス!の替え歌を使用。

### MV
- Novelbright「愛とか恋とか」（2022年）[54][55]

### ゲーム
- 八月のシンデレラナイン（2021年9月8日、アカツキ） - 夏葉舞 役（声の出演）[56]

### バラエティ番組
- さや香の違和館ヤバない?（テレビ大阪、2023年11月4日 - ）[57]

## 受賞歴
- 第43回山路ふみ子映画賞 山路ふみ子新人女優賞（『町田くんの世界』）[58][7]
- 第74回毎日映画コンクール・スポニチグランプリ新人賞（『町田くんの世界』）[8]
- 第62回ブルーリボン賞新人賞（『町田くんの世界』）[9]
- 第93回キネマ旬報ベスト・テン 新人女優賞（『町田くんの世界』）[10]

## 作品

### 写真集
- 関水渚 First Step（2020年3月13日、KADOKAWA、撮影：中村和孝。ISBN 978-4-0489-6430-2。）[59]
- なぎさ日和（2023年2月22日、集英社、撮影：三瓶康友。ISBN 978-4-0879-0106-1。）[60][61]